# Mordellistena pseudohirtipes krotosensis
Mordellistena pseudohirtipes krotosensis es una subespecie de coleóptero de la familia Mordellidae.

## Distribución geográfica
Habita en Creta.